# Armando de Arruda Pereira
Armando de Arruda Pereira (São Paulo, 28 de setembro de 1889 — São Paulo, 18 de março de 1955) foi um influente engenheiro, político e administrador brasileiro, reconhecido por sua destacada atuação em diversas esferas públicas e privadas no século XX. Sua trajetória foi marcada por contribuições significativas ao desenvolvimento urbano e econômico do estado de São Paulo, bem como por uma notável liderança no cenário rotário internacional.

## Biografia
Nascido na capital paulista, Armando de Arruda Pereira demonstrou desde cedo uma inclinação para as ciências exatas. Iniciou seus estudos superiores no Centro Universitário da FEI em São Bernardo do Campo e, buscando uma formação de ponta, diplomou-se em 1910 em ciência aplicada pela prestigiada Universidade de Nova Iorque, nos Estados Unidos. Sua formação em engenharia mecânica abriu portas para uma carreira de sucesso em grandes companhias, onde rapidamente ascendeu a cargos de liderança.
Paralelamente à sua atuação no setor privado, Armando de Arruda Pereira dedicou-se intensamente à vida pública e associativa. Foi um membro ativo da Comissão de Planejamento Econômico do Conselho Técnico de Economia e Finanças do Ministério da Fazenda, contribuindo para a formulação de políticas econômicas nacionais. Sua paixão pela organização e pelo desenvolvimento o levou a ser diretor-secretário da Associação Comercial de São Paulo, uma das mais importantes entidades de classe do país, e diretor do renomado Instituto de Engenharia de São Paulo.
Sua incursão na política local começou no ABC Paulista. Exerceu funções de vereador da Câmara Municipal de São Bernardo do Campo e, posteriormente, de Prefeito de Santo André. Um de seus primeiros grandes desafios como administrador foi como Diretor-Geral da Companhia Cerâmica São Caetano, na cidade de São Caetano do Sul. Foi nesse período que ele liderou a campanha pela autonomia daquele município, um marco importante para a região.
O ápice de sua carreira política municipal foi a nomeação para o cargo de Prefeito de São Paulo, que exerceu de 1 de fevereiro de 1951 a 7 de abril de 1953. Durante sua gestão na capital, Arruda Pereira implementou diversas melhorias urbanas e administrativas, deixando sua marca na cidade.
Além de suas contribuições no campo da engenharia e da política, Armando de Arruda Pereira teve uma participação proeminente no movimento rotário global. Ele foi o presidente do Rotary International entre julho de 1940 e junho de 1941, um período desafiador devido à Segunda Guerra Mundial. Sua liderança foi fundamental para manter a união e o propósito da organização em tempos conturbados.

## Obras Publicadas
- Heróis Abandonados! Peregrinação aos Lugares Históricos do Sul de Mato Grosso (1925)
- No Sul de Mato Grosso (1928)
- Construindo... (1930)
- Indústria Cerâmica (sem data de publicação específica encontrada, mas referenciada como obra sobre sua experiência na engenharia e indústria cerâmica)

## Vida pessoal
Armando de Arruda Pereira foi casado com D. Hermínia de Arruda Pereira, com quem teve dois filhos: Maria Helena de Arruda Pereira e Armando de Arruda Pereira Filho.

## Homenagens
O legado de Armando de Arruda Pereira é reverenciado em diversas homenagens, que perpetuam seu nome e sua importância para o Brasil:
- Em sua homenagem, há logradouros com o seu nome em duas cidades do ABC Paulista e na cidade de São Paulo:
  - Praça Dr. Armando Arruda Pereira, no bairro Parque Central, em Santo André.
  - Rua Engenheiro Armando de Arruda Pereira, no bairro Cerâmica, em São Caetano do Sul.
  - Avenida Engenheiro Armando de Arruda Pereira, no distrito paulistano do Jabaquara.[5]

- Foi imortalizado como Patrono da Cadeira nº 6 da Academia Brasileira Rotária de Letras (ABROL)[6] e da Cadeira nº 3 da Academia Rotária de Letras da Cidade do Rio de Janeiro (ABROL Rio).[7]